# 엠마 퍼레어
엠마 캐슬린 헵번 퍼레어(영어: Emma Kathleen Hepburn Ferrer, 1994년 5월 ~ )는 미국의 예술가이자 전직 모델이다.